# Zadní Třebaň
Zadní Třebaň är en ort i Tjeckien.   Den ligger i regionen Mellersta Böhmen, i den centrala delen av landet, 24 km sydväst om huvudstaden Prag. Zadní Třebaň ligger 217 meter över havet och antalet invånare är 607.
Terrängen runt Zadní Třebaň är kuperad åt sydväst, men åt nordost är den platt. Zadní Třebaň ligger nere i en dal.Runt Zadní Třebaň är det ganska tätbefolkat, med 134 invånare per kvadratkilometer. Närmaste större samhälle är Modřany, 17,7 km nordost om Zadní Třebaň. I omgivningarna runt Zadní Třebaň växer i huvudsak blandskog.